# XDefiant
XDefiant, voorheen bekend als Tom Clancy's XDefiant, is een gratis first-person shooter die ontwikkeld is door Ubisoft San Francisco en uitgegeven is door Ubisoft. De game is op 21 mei 2024 verschenen op de platformen PlayStation 5, Xbox Series X/S en Windows. Voor de PC is deze game alleen beschikbaar via Ubisoft Connect, Ubisofts eigen distributieplatform.

## Gameplay
XDefiant kent verschillende soorten facties en klassen, met elk hun eigen unieke vaardigheden en wapens. De game speelt zich af in de nabije toekomst in de Verenigde Staten. In dit land zullen de gamers van XDefiant deelnemen aan multiplayer-wedstrijden op verschillende speelmappen en spelmodi.
De setting van XDefiant gaat om de setting 'Defiant', Wolves (van Ghost Recon), Echelon (van Splinter Cell) en de Outcasts and Cleaners (van The Division). Volgens Gameshub zou er ook gewerkt worden aan onderdelen uit de games Far Cry en Watch Dogs (DedSec). De Defiants, hoe de gamers worden genoemd in deze game, kunnen hun eigenschappen zelf aanpassen. Bijvoorbeeld door vaardigheden, apparaten, wapens en items te verwisselen of te upgraden. De bekendste modus is de 6-tegen-6 gameplay (zoals Domination en Escort). Daarbij wordt er gebruik gemaakt van de zogeheten punk visual art-elementen.

## Ontwikkeling
In juli 2021 werd de game officieel door Ubisoft aangekondigd. In datzelfde jaar vond er in Noord-Amerika een gesloten insider-test plaats van een pre-alfaversie van XDefiant. In maart 2022 werd er besloten om de game om te zetten in een zogeheten Ubisoft Originals, waardoor de naam (Tom Clancy's XDefiant) werd vervangen door XDefiant. Hierdoor is de verwachting dat er ook andere personages vanuit andere Ubisoft-spellen te zien zullen zijn in deze nieuwe game. In februari 2023 vond er een tweede insider-test plaats. Deze bètatest begon op 13 april en duurde tot en met 23 april 2023.
Op 17 april 2023, tijdens de tweede insider-test (gesloten bèta), werd XDefiant bestempeld als een van de beste games die op het Twitch-streamingplatform destijds werd gestreamd. Met 50.000 kijkers ging deze game voorbij qua populariteit aan Warzone 2.0 en Modern Warfare II.
Tijdens het Ubisoft Connect-evenement op 12 juni 2023 werd er een open sessie aangekondigd. Deze open sessie ging op 20 juni 2023 live voor gamers van de gesloten bètatests en op 21 juni 2023 voor alle gamers. Het doel van Ubisoft was om deze game in de zomer van 2023 te lanceren, maar die lancering werd uitgesteld. Daarbij zal de Year 1 Roadmap vier seizoenen bevatten met 12 nieuwe wapens, kaarten, balans en vier verschillende personages.